# Maria Ana Mogas Fontcuberta
Maria Ana Mogas Fontcuberta FMMDP (ur. 13 stycznia 1827 w Hostal del Lledoner pod Granollers, zm. 3 lipca 1886 w Fuencarral pod Madrytem) – hiszpańska zakonnica, błogosławiona Kościoła katolickiego.
Miała 7 lat, gdy zmarł jej ojciec, 7 lat później zmarła jej matka, więc wychowywała ją matka chrzestna. W 1850 roku udała się do miejscowości Ripoll w prowincji Gerona, gdzie razem z siostrami podjęła się prowadzenia szkoły. W 1865 roku przeniosła się do Madrytu, gdzie założyła Zgromadzenie Franciszkanek Misjonarek Matki Bożego Pasterza, została jego przełożoną i kontynuowała misję prowadzenia szkół. Zmarła 3 lipca 1886 roku w opinii świętości.
Beatyfikował ją Jan Paweł II w dniu 6 października 1996.